# Eddie Zack
Eddie Zack (* 2. Januar 1922 in Providence, Rhode Island, als Edward Zackarian; † 9. Januar 2002 ebenda) war ein US-amerikanischer Country-Musiker. Zack war vor allem für seine Auftritte in verschiedenen Radiosendungen bekannt.

## Leben

### Kindheit und Jugend
Eddie Zack wurde 1922 in Rhode Island geboren und trat erstmals im Alter von 16 Jahren mit seinem Bruder Richie auf, der unter dem Künstlernamen „Cousin Richie“ selbst später eine Karriere starten sollte. Auch Zacks Schwestern Babs und Maril spielten später in Zacks Band.

### Karriere
1939 gründete Zack die Dude Ranchers, begann aber erst 1947 im Radio aufzutreten. Bei WHIM blieb er bis 1957 und startete 1952 eigene Shows in der Symphony Hall in Boston. In dieser Halle wurde auch das WCOP Hayloft Jamboree abgehalten, dessen Ensemble Zack auch angehörte. Sein Dude Ranch Jamboree wurde in das NBC-Netz eingespeist und somit war es im ganzen Land hörbar.
Bereits 1948 hatte Zack seine ersten Schallplatten eingespielt und erhielt 1951 einen Vertrag mit Decca Records.  1953 wechselte er zu Columbia Records. Einige Titel dort waren You Knew Me When You Were Lonely, Cryin’ Tears oder I’m Gonna Rock and Roll, von denen viele zusammen mit Bruder Richie eingespielt wurden. Es war in Western-Swing-Bands oft üblich, außenstehende Vokalisten zu engagieren. Trotzdem erreichte Zack nie einen Hit; seine Popularität beschränkte sich auf das Radio.
In seiner Karriere trat Zack bei vielen verschiedenen Radio- und Fernsehsendern auf. Während der Millennium-Wende war Zack immer noch auf WJJF in Hope Valley, Rhode Island, zu hören. 1895 wurde er mit der Aufnahme in die Rhode Island Country Music Hall of Fame geehrt.
Eddie Zack starb 2002 nach einer Operation im Alter von 80 Jahren.

## Diskografie
| Jahr             | Titel                                            | #             | Anmerkungen                                                                       |
| Decca Records    | Decca Records                                    | Decca Records | Decca Records                                                                     |
| ---------------- | ------------------------------------------------ | ------------- | --------------------------------------------------------------------------------- |
| 1952             | Words / Call of the Mountain                     | 28082         |                                                                                   |
| 1952             | \|28329                                          |               |                                                                                   |
| Columbia Records |                                                  |               |                                                                                   |
| 1953             | You Knew Me When You Were Lonely / Little Donkey | 4-21148       | Gesang auf B-Seite von Babs & Marti                                               |
| 1954             | I Never Saw Her Again / I’ve Lost Again          | 4-21199       | Gesang auf A-Seite von Cousin Richie & Babs                                       |
| 1954             | Positively No Dancing / Dancing Country Style    | 4-21261       |                                                                                   |
| 1954             | Cryin’ Tears / You’re Out of my Sight            | 4-21307       |                                                                                   |
| 1955             | Rocky Road Blues / Lover-Lover                   | 4-21387       | Gesang auf A-Seite von den Dude Sweethearts; Gesang auf B-Seite von Cousin Richie |
| 1955             | Gonna Rock and Roll / Foolish Me                 | 4-21441       | Gesang auf B-Seite von Cousin Richie                                              |